# Орьокур
Орьоку́р (фр. Oriocourt) — коммуна во французском департаменте Мозель региона Лотарингия. Относится к  кантону Дельм.	

## География
Орьокур	расположен в 33 км к юго-востоку от Меца. Соседние коммуны: Донжё на севере, Вивье на северо-востоке, Ланёввиль-ан-Сольнуа на востоке, Френ-ан-Сольнуа на юго-востоке, Малокур-сюр-Сей на юго-западе, Лемонкур на западе, Дельм и Пюзьё на северо-западе.

## История
- Центр бывшего сеньората баронов де Вивье, особенно сильного в XIII—XIV веках.

## Демография
По переписи 2008 года в коммуне проживало 54 человека.	

## Достопримечательности
- Следы древнеримского тракта.
- Замок XVIII века, с 1860 года здесь расположено аббатство бенедикинцев.